# Ribera del Andarax
Ribera del Andarax es una indicación geográfica con derecho a la mención tradicional vino de la Tierra utilizada para designar los vinos de la comarca vitícola de la Ribera del Andarax, que abarca los términos municipales de Alboloduy, Alhabia, Alhama de Almería, Alicún, Almócita, Alsodux, Beires, Bentarique, Canjáyar, Enix, Felix, Gérgal, Huécija, Íllar, Instinción, Nacimiento, Ohanes, Padules, Rágol, Santa Cruz de Marchena y Terque, en la provincia de Almería, España.
Esta indicación geográfica fue reglamentada por la Junta de Andalucía en 2003.

## Variedades de uva
Son vinos elaborados con las variedades tintas: Cabernet Sauvignon, Cabernet Franc, Merlot, Syrah, Garnacha, Tempranillo, Monastrell y Pinot Noir; y con las blancas: Macabeo, Chardonnay, Sauvignon Blanc y Vermentino.

## Tipos de vino
- Blancos
- Rosados
- Tintos

## Entorno
El valle del Andarax está situado a unos 1000 m. de altura y rodeado de altas montañas. La zona vitícola de la Ribera del Andarax se encuentra en el curso medio del río y la mayoría de los viñedos se extienden entre los 700 y los 900 metros de altitud en suelos de pizarra, arcilla y arenisca.

## Bodegas
- Bodega Barea Granados
- La Bodega de Albodoluy
- Finca Ánfora
- Hacienda Capellanía
- Pagos de Indalia